# Bittium mexicanum
Bittium mexicanum är en snäckart som beskrevs av Bartsch 1911. Bittium mexicanum ingår i släktet Bittium och familjen Cerithiidae. Inga underarter finns listade i Catalogue of Life.